# Liotryphon petulcus
Liotryphon petulcus är en stekelart som först beskrevs av Cresson 1872.  Liotryphon petulcus ingår i släktet Liotryphon och familjen brokparasitsteklar. Inga underarter finns listade i Catalogue of Life.